# Liga dos Campeões da UEFA de 2013–14
A Liga dos Campeões da UEFA de 2013–14 foi a 59ª edição da Liga dos Campeões da UEFA, maior competição europeia organizada pela UEFA. A final foi disputada em 2014 no Estádio da Luz, Lisboa.
O Real Madrid conquistou seu décimo título europeu após derrotar o Atlético de Madrid por 4-1 na prorrogação, com o titulo, ganhou o direito de representar a UEFA na Copa do Mundo de Clubes da FIFA de 2014. E ainda Cristiano Ronaldo, do Real Madrid, foi considerado melhor jogador desta edição do torneio.

## Distribuição de vagas e qualificação
| Pos. | Federação     | Coef.  | Times |
| ---- | ------------- | ------ | ----- |
| 1    | Inglaterra    | 84.410 | 4     |
| 2    | Espanha       | 84.186 | 4     |
| 3    | Alemanha      | 75.186 | 4     |
| 4    | Itália        | 59.981 | 3     |
| 5    | Portugal      | 55.346 | 3     |
| 6    | França        | 54.178 | 3     |
| 7    | Rússia        | 47.832 | 2     |
| 8    | Países Baixos | 45.515 | 2     |
| 9    | Ucrânia       | 45.133 | 2     |
| 10   | Grécia        | 37.100 | 2     |
| 11   | Turquia       | 34.050 | 2     |
| 12   | Bélgica       | 32.400 | 2     |
| 13   | Dinamarca     | 26.525 | 2     |
| 14   | Suíça         | 26.800 | 2     |
| 15   | Áustria       | 26.325 | 2     |
| 16   | Chipre        | 25.499 | 1     |
| 17   | Israel        | 22.000 | 1     |
| 18   | Escócia       | 21.141 | 1     |

| Pos. | Associação           | Coef.  | Times |
| ---- | -------------------- | ------ | ----- |
| 19   | República Checa      | 20.350 | 1     |
| 20   | Polônia              | 19.916 | 1     |
| 21   | Croácia              | 17.874 | 1     |
| 22   | Roménia              | 18.824 | 1     |
| 23   | Bielorrússia         | 18.208 | 1     |
| 24   | Suécia               | 15.900 | 1     |
| 25   | Eslováquia           | 14.874 | 1     |
| 26   | Noruega              | 14.675 | 1     |
| 27   | Sérvia               | 14.250 | 1     |
| 28   | Bulgária             | 14.250 | 1     |
| 29   | Hungria              | 9.750  | 1     |
| 30   | Finlândia            | 9.133  | 1     |
| 31   | Geórgia              | 8.666  | 1     |
| 32   | Bósnia e Herzegovina | 8.416  | 1     |
| 33   | Irlanda              | 7.375  | 1     |
| 34   | Eslovênia            | 7.124  | 1     |
| 35   | Lituânia             | 6.875  | 1     |
| 36   | Moldávia             | 6.749  | 1     |

| Pos. | Associação       | Coef. | Times |
| ---- | ---------------- | ----- | ----- |
| 37   | Azerbaijão       | 6.207 | 1     |
| 38   | Letônia          | 5.874 | 1     |
| 39   | Macedônia        | 5.666 | 1     |
| 40   | Cazaquistão      | 5.333 | 1     |
| 41   | Islândia         | 5.332 | 1     |
| 42   | Montenegro       | 4.375 | 1     |
| 43   | Liechtenstein    | 4.000 | 0     |
| 44   | Albânia          | 3.916 | 1     |
| 45   | Malta            | 3.083 | 1     |
| 46   | País de Gales    | 2.749 | 1     |
| 47   | Estónia          | 2.666 | 1     |
| 48   | Irlanda do Norte | 2.583 | 1     |
| 49   | Luxemburgo       | 2.333 | 1     |
| 50   | Armênia          | 2.208 | 1     |
| 51   | Ilhas Faroé      | 1.416 | 1     |
| 52   | Andorra          | 1.000 | 1     |
| 53   | San Marino       | 0.916 | 1     |

## Equipes
As equipes classificadas são:
| Fase de grupos            | Fase de grupos            | Fase de grupos           | Fase de grupos         |
| ------------------------- | ------------------------- | ------------------------ | ---------------------- |
| Bayern de Munique (DT/1º) | Atlético de Madrid (3º)   | Benfica (2º)             | Shakhtar Donetsk (1º)  |
| Manchester United (1º)    | Borussia Dortmund (2º)    | Paris Saint-Germain (1º) | Olympiacos (1º)        |
| Manchester City (2º)      | Bayer Leverkusen (3º)     | Marseille (2º)           | Galatasaray (1º)       |
| Chelsea (3º)              | Juventus (1º)             | CSKA Moscou (1º)         | Anderlecht (1º)        |
| Barcelona (1º)            | Napoli (2º)               | Ajax (1º)                | Copenhaga (1º)         |
| Real Madrid (2º)          | Porto (1º)                |                          |                        |
| Play-offs de qualificação |                           |                          |                        |
| Campeões                  | Não-campeões              | Não-campeões             | Não-campeões           |
|                           | Arsenal (4º)              | Schalke 04 (4º)          | Paços de Ferreira (3º) |
| Real Sociedad (4º)        | Milan (3º)                |                          |                        |
| 3ª pré-eliminatória       |                           |                          |                        |
| Campeões                  | Não-campeões              | Não-campeões             | Não-campeões           |
| Basel (1º)                | Lyon (3º)                 | PAOK (2º)                | Nordsjælland (2º)      |
| Austria Viena (1º)        | Zenit (2º)                | Fenerbahçe (2º)          | Grasshoppers (2º)      |
| APOEL (1º)                | PSV Eindhoven (2º)        | Zulte-Waregem (2º)       | Red Bull Salzburg (2º) |
|                           | Metalist Kharkiv (2º)     |                          |                        |
| 2ª pré-eliminatória       |                           |                          |                        |
| Maccabi Telavive (1º)     | Slovan Bratislava (1º)    | Sligo Rovers (1º)        | FH (1º)                |
| Celtic (1º)               | Molde (1º)                | Maribor (1º)             | Sutjeska Nikšić (1º)   |
| Viktoria Plzeň (1º)       | Partizan (1º)             | Ekranas (1º)             | Skënderbeu Korçë (1º)  |
| Légia Varsóvia (1º)       | Ludogorets Razgrad (1º)   | Sheriff Tiraspol (1º)    | Birkirkara (1º)        |
| Dínamo Zagreb (1º)        | Győri (1º)                | Neftchi Baku (1º)        | The New Saints (1º)    |
| Steaua Bucareste (1º)     | HJK (1º)                  | Daugava Daugavpils (1º)  | Nõmme Kalju (1º)       |
| BATE Borisov (1º)         | Dinamo Tbilisi (1º)       | Vardar (1º)              | Cliftonville (1º)      |
| Elfsborg (1º)             | Željezničar Sarajevo (1º) | Shakhter Karagandy (1º)  | Fola Esch (1º)         |
| 1ª pré-eliminatória       |                           |                          |                        |
| Shirak (1º)               | EB/Streymur (1º)          | Lusitanos (1º)           | Tre Penne (1º)         |

- DT: Detentor do título

## Distribuição de vagas por fase
|                                  |                                  | As equipes entram nesta rodada | As equipes que avançam a partir rodada anterior                                      |
| -------------------------------- | -------------------------------- | --- | ------------------------------------------------------------------------------------ |
| pré-eliminatória (4 Equipes)     | pré-eliminatória (4 Equipes)     | - 4 campeões das associações 50-53 |                                                                                      |
| 2ª pré-eliminatória (34 Equipes) | 2ª pré-eliminatória (34 Equipes) | - 32 campeões das associações 17-49 (exceto Liechtenstein) | - Dois vencedores da primeira pré-eliminatória                                       |
| 3ª pré-eliminatória              | Campeões (20 Equipes)            | - 3 campeões das associações 14-16 | - 17 vencedores da segunda pré-eliminatória                                          |
| 3ª pré-eliminatória              | Não-campeões (10 Equipes)        | - 9 vice-campeões das associações 7-15 - Uma equipe terceira colocada da associação 6 |                                                                                      |
| Play-off rodada                  | Campeões (10 Equipes)            | | - 10 vencedores da terceira pré-eliminatória para campeões                           |
| Play-off rodada                  | Não-campeões (10 Equipes)        | - Dois terceiros colocados das associações 4-5 - 3 equipes quarta-colocados das associações 1-3 | - 5 vencedores da terceira pré-eliminatória para os não-campeões                     |
| Fase de grupos (32 Equipes)      | Fase de grupos (32 Equipes)      | - 13 campeões das associações 1-13 - 6 vice-campeões das associações 1-6 - 3 terceiros colocados das associações 1-3 - 5 vencedores do play-off rodada para campeões - 5 vencedores do play-off rodada para não campeões |                                                                                      |
| Oitavas de Final (16 Equipes)    | Oitavas de Final (16 Equipes)    | | - 8 vencedores dos grupos da fase de grupos - 8 grupo vice-campeão da fase de grupos |

## Rodadas de qualificação
O sorteio da primeira e segunda rodadas de qualificação aconteceu em 24 de junho de 2013.

### 1ª Pré-Eliminatória
4 equipes entram nesta fase:
| Equipe 1  | Total | Equipe 2    | 1.º jogo | 2.º jogo |
| --------- | ----- | ----------- | -------- | -------- |
| Shirak    | 3–1   | Tre Penne   | 3–0      | 0–1      |
| Lusitanos | 3–7   | EB/Streymur | 2–2      | 1–5      |

### 2ª Pré-Eliminatória
34 equipes disputam esta fase. 32 que entram nesta fase e os 2 vencedores da 1ª pré-eliminatória:
| Equipe 1          | Total      | Equipe 2             | 1.º jogo | 2.º jogo  |
| ----------------- | ---------- | -------------------- | -------- | --------- |
| Neftchi Baku      | 0–1        | Skënderbeu Korçë     | 0–0      | 0–1 (pro) |
| Steaua București  | 5–1        | Vardar               | 3–0      | 2–1       |
| Viktoria Plzeň    | 6–4        | Željezničar Sarajevo | 4–3      | 2–1       |
| Sheriff Tiraspol  | 6–1        | Sutjeska Nikšić      | 1–1      | 5–0       |
| Birkirkara        | 0–2        | Maribor              | 0–0      | 0–2       |
| Sligo Rovers      | 0–3        | Molde                | 0–1      | 0–2       |
| Elfsborg          | 11–1       | Daugava Daugavpils   | 7–1      | 4–0       |
| HJK               | 1–2        | Nõmme Kalju          | 0–0      | 1–2       |
| Ekranas           | 1–3        | FH                   | 0–1      | 1–2       |
| The New Saints    | 1–4        | Légia Varsóvia       | 1–3      | 0–1       |
| Cliftonville      | 0–5A       | Celtic               | 0–3      | 0–2       |
| Fola Esch         | 0–6A       | Dínamo Zagreb        | 0–5      | 0–1       |
| Győri             | 1–4        | Maccabi Tel Aviv     | 0–2      | 1–2       |
| BATE Borisov      | 0–2        | Shakhter Karagandy   | 0–1      | 0–1       |
| Shirak            | 1–1 (g.f.) | Partizan             | 1–1      | 0–0       |
| Slovan Bratislava | 2–4        | Ludogorets Razgrad   | 2–1      | 0–3       |
| Dinamo Tbilisi    | 9–2        | EB/Streymur          | 6–1      | 3–1       |

Notas
- Notas A: Ordem das partidas revertidas após o sorteio.

### 3ª Pré-Eliminatória
A terceira pré-eliminatória será separada em duas seções: uma de campeões, e outra de não campeões. As equipes perdedoras em ambas as seções entrarão na rodada de play-off da Liga Europa da UEFA de 2013–14.
O sorteio para este fase ocorreu em 19 de julho de 2013.
| Equipe 1                 | Total                | Equipe 2             | 1.º jogo             | 2.º jogo             |                      |
| Caminho dos Campeões     | Caminho dos Campeões | Caminho dos Campeões | Caminho dos Campeões | Caminho dos Campeões | Caminho dos Campeões |
| ------------------------ | -------------------- | -------------------- | -------------------- | -------------------- | -------------------- |
| Basel                    | 4–3                  | Maccabi Tel Aviv     | 1–0                  | 3–3                  |                      |
| Molde                    | 1–1 (g.f.)           | Légia Varsóvia       | 1–1                  | 0–0                  |                      |
| Ludogorets Razgrad       | 3–1                  | Partizan             | 2–1                  | 1–0                  |                      |
| Dinamo Tbilisi           | 1–3                  | Steaua București     | 0–2                  | 1–1                  |                      |
| APOEL                    | 1–1 (g.f.)           | Maribor              | 1–1                  | 0–0                  |                      |
| Celtic                   | 1–0                  | Elfsborg             | 1–0                  | 0–0                  |                      |
| Shakhter Karagandy       | 5–3                  | Skënderbeu Korçë     | 3–0                  | 2–3                  |                      |
| Austria Wien             | 1–0                  | FH                   | 1–0                  | 0–0                  |                      |
| Nõmme Kalju              | 2–10                 | Viktoria Plzeň       | 0–4                  | 2–6                  |                      |
| Dínamo Zagreb            | 4–0                  | Sheriff Tiraspol     | 1–0                  | 3–0                  |                      |
| Caminho dos Não-Campeões |                      |                      |                      |                      |                      |
| Nordsjælland             | 0–6                  | Zenit                | 0–1                  | 0–5                  |                      |
| Red Bull Salzburg        | 2–4                  | Fenerbahçe           | 1–1                  | 1–3                  |                      |
| PAOK                     | 1–3                  | Metalist Kharkiv     | 0–2                  | 1–1                  |                      |
| PSV Eindhoven            | 5–0                  | Zulte-Waregem        | 2–0                  | 3–0                  |                      |
| Lyon                     | 2–0                  | Grasshoppers         | 1–0                  | 1–0                  |                      |

### Rodada deplay-off
A rodada de play-off será separada em duas seções: uma de campeões, e outra de não campeões. As equipes perdedoras em ambas as seções entrarão na fase de grupos da Liga Europa da UEFA de 2013–14.
O sorteio para esta fase ocorreu em 9 de agosto de 2013. As partidas de ida serão realizadas em 20 e 21 de agosto e as partidas de volta serão realizadas em 27 e 28 de agosto de 2013.
| Equipe 1                 | Total                | Equipe 2             | 1.º jogo             | 2.º jogo             |                      |
| Caminho dos Campeões     | Caminho dos Campeões | Caminho dos Campeões | Caminho dos Campeões | Caminho dos Campeões | Caminho dos Campeões |
| ------------------------ | -------------------- | -------------------- | -------------------- | -------------------- | -------------------- |
| Viktoria Plzeň           | 4–1                  | Maribor              | 3–1                  | 1–0                  |                      |
| Shakhter Karagandy       | 2–3                  | Celtic               | 2–0                  | 0–3                  |                      |
| Dínamo Zagreb            | 3–4                  | Austria Wien         | 0–2                  | 3–2                  |                      |
| Ludogorets Razgrad       | 2–6                  | Basel                | 2–4                  | 0–2                  |                      |
| Steaua București         | 3–3 (g.f.)           | Légia Varsóvia       | 1–1                  | 2–2                  |                      |
| Caminho dos não-campeões |                      |                      |                      |                      |                      |
| Lyon                     | 0–4                  | Real Sociedad        | 0–2                  | 0–2                  |                      |
| Paços de Ferreira        | 3–8                  | Zenit                | 1–4                  | 2–4                  |                      |
| PSV Eindhoven            | 1–4                  | Milan                | 1–1                  | 0–3                  |                      |
| Schalke 04               | 4–3                  | PAOKB                | 1–1                  | 3–2                  |                      |
| Fenerbahçe               | 0–5                  | Arsenal              | 0–3                  | 0–2                  |                      |

Notas
- Nota B: Em 14 de agosto de 2013 o Metalist Kharkiv foi desclassificado das competições da UEFA durante a temporada de 2013–14 em decorrência de um escândalo de manipulação de resultados em jogos da liga nacional, em 2008.[8] A UEFA decidiu substituir o Metalist Kharkiv na Liga dos Campeões pelo PAOK que tinha sido eliminado pelo Metalist Kharkiv na terceira fase de qualificação.[9]

## Fase de grupos
As equipes apuradas para a fase de grupos foram divididas em 4 potes, de acordo com os seus coeficientes na UEFA (exceto o detentor do título, Bayern de Munique, que é automaticamente inserido no Pote 1) e formaram oito grupos de quatro equipes com jogos de ida e volta, onde se classificam os dois primeiros colocados de cada grupo para as oitavas-de-final. Os oito terceiros colocados classificam-se para fase de 16-avos-de-final da Liga Europa 2013–14. O sorteio ocorreu em 29 de agosto de 2013 em Mónaco.
Se duas ou mais equipes terminarem iguais em pontos no final dos jogos do grupo, os seguintes critérios serão aplicados para determinar o ranking (em ordem decrescente):
1. maior número de pontos obtidos nos jogos entre as equipes em questão;
2. saldo de gols superior dos jogos disputados entre as equipes em questão;
3. maior número de gols marcados nos jogos disputados entre as equipes em questão;
4. maior número de gols marcados fora de casa nos jogos disputados entre as equipes em questão;
5. se, após a aplicação dos critérios de 1) a 4) para várias equipes, duas equipes ainda têm um ranking igual, os critérios de 1) a 4) serão reaplicados para determinar o ranking destas equipes;
6. saldo de gols de todos os jogos disputados no grupo;
7. maior número de gols marcados em todos os jogos disputados no grupo;
8. maior número de pontos acumulados pelo clube em questão, bem como a sua associação, ao longo das últimas cinco temporadas.

As 32 equipes serão divididas em quatro potes com base no Ranking da UEFA, com o detentor do títulos que será colocado no Pote 1 automaticamente. Eles serão sorteados em oito grupos de quatro, com a restrição de que as equipas da mesma federação não pode ser tirado uns contra os outros.
Em cada grupo, as equipes jogam entre si em casa e fora. Os vencedores e os segundos classificados do grupo avançam para as Oitavas de Final, enquanto os terceiros colocados entrarão no Liga Europa da UEFA de 2013–14.

### Grupo A
| Pos | Equipe            | Pts | J | V | E | D | GP | GC | SG |                                  |  | MU  | LEV | SHA | RSO |
| --- | ----------------- | --- | - | - | - | - | -- | -- | -- | -------------------------------- |  | --- | --- | --- | --- |
| 1   | Manchester United | 14  | 6 | 4 | 2 | 0 | 12 | 3  | +9 | Classificado às oitavas de final |  | —   | 4–2 | 1–0 | 1–0 |
| 2   | Bayer Leverkusen  | 10  | 6 | 3 | 1 | 2 | 9  | 10 | −1 | Classificado às oitavas de final |  | 0–5 | —   | 4–0 | 2–1 |
| 3   | Shakhtar Donetsk  | 8   | 6 | 2 | 2 | 2 | 7  | 6  | +1 | Transferido para Liga Europa     |  | 1–1 | 0–0 | —   | 4–0 |
| 4   | Real Sociedad     | 1   | 6 | 0 | 1 | 5 | 1  | 10 | −9 | Eliminado                        |  | 0–0 | 0–1 | 0–2 | —   |

### Grupo B
| Pos | Equipe      | Pts | J | V | E | D | GP | GC | SG  |                                  |  | RM  | GAL | JUV | FCK |
| --- | ----------- | --- | - | - | - | - | -- | -- | --- | -------------------------------- |  | --- | --- | --- | --- |
| 1   | Real Madrid | 16  | 6 | 5 | 1 | 0 | 20 | 5  | +15 | Classificado às oitavas de final |  | —   | 4–1 | 2–1 | 4–0 |
| 2   | Galatasaray | 7   | 6 | 2 | 1 | 3 | 8  | 14 | −6  | Classificado às oitavas de final |  | 1–6 | —   | 1–0 | 3–1 |
| 3   | Juventus    | 6   | 6 | 1 | 3 | 2 | 9  | 9  | 0   | Transferido para Liga Europa     |  | 2–2 | 2–2 | —   | 3–1 |
| 4   | København   | 4   | 6 | 1 | 1 | 4 | 4  | 13 | −9  | Eliminado                        |  | 0–2 | 1–0 | 1–1 | —   |

### Grupo C
| Pos | Equipe              | Pts | J | V | E | D | GP | GC | SG  |                                  |  | PSG | OLY | BEN | AND |
| --- | ------------------- | --- | - | - | - | - | -- | -- | --- | -------------------------------- |  | --- | --- | --- | --- |
| 1   | Paris Saint-Germain | 13  | 6 | 4 | 1 | 1 | 16 | 5  | +11 | Classificado às oitavas de final |  | —   | 2–1 | 3–0 | 1–1 |
| 2   | Olympiacos          | 10  | 6 | 3 | 1 | 2 | 10 | 8  | +2  | Classificado às oitavas de final |  | 1–4 | —   | 1–0 | 3–1 |
| 3   | Benfica             | 10  | 6 | 3 | 1 | 2 | 8  | 8  | 0   | Transferido para Liga Europa     |  | 2–1 | 1–1 | —   | 2–0 |
| 4   | Anderlecht          | 1   | 6 | 0 | 1 | 5 | 4  | 17 | −13 | Eliminado                        |  | 0–5 | 0–3 | 2–3 | —   |

### Grupo D
| Pos | Equipe            | Pts | J | V | E | D | GP | GC | SG  |                                  |  | BAY | MC  | PLZ | CSK |
| --- | ----------------- | --- | - | - | - | - | -- | -- | --- | -------------------------------- |  | --- | --- | --- | --- |
| 1   | Bayern de Munique | 15  | 6 | 5 | 0 | 1 | 17 | 5  | +12 | Classificado às oitavas de final |  | —   | 2–3 | 5–0 | 3–0 |
| 2   | Manchester City   | 15  | 6 | 5 | 0 | 1 | 18 | 10 | +8  | Classificado às oitavas de final |  | 1–3 | —   | 4–2 | 5–2 |
| 3   | Viktoria Plzeň    | 3   | 6 | 1 | 0 | 5 | 6  | 17 | −11 | Transferido para Liga Europa     |  | 0–1 | 0–3 | —   | 2–1 |
| 4   | CSKA Moscou       | 3   | 6 | 1 | 0 | 5 | 8  | 17 | −9  | Eliminado                        |  | 1–3 | 1–2 | 3–2 | —   |

### Grupo E
| Pos | Equipe           | Pts | J | V | E | D | GP | GC | SG |                                  |  | CHE | SCH | BAS | STE |
| --- | ---------------- | --- | - | - | - | - | -- | -- | -- | -------------------------------- |  | --- | --- | --- | --- |
| 1   | Chelsea          | 12  | 6 | 4 | 0 | 2 | 12 | 3  | +9 | Classificado às oitavas de final |  | —   | 3–0 | 1–2 | 1–0 |
| 2   | Schalke 04       | 10  | 6 | 3 | 1 | 2 | 6  | 6  | 0  | Classificado às oitavas de final |  | 0–3 | —   | 2–0 | 3–0 |
| 3   | Basel            | 8   | 6 | 2 | 2 | 2 | 5  | 6  | −1 | Transferido para Liga Europa     |  | 1–0 | 0–1 | —   | 1–1 |
| 4   | Steaua Bucareste | 3   | 6 | 0 | 3 | 3 | 2  | 10 | −8 | Eliminado                        |  | 0–4 | 0–0 | 1–1 | —   |

### Grupo F
| Pos | Equipe                 | Pts | J | V | E | D | GP | GC | SG |                                  |  | DOR | ARS | NAP | MAR |
| --- | ---------------------- | --- | - | - | - | - | -- | -- | -- | -------------------------------- |  | --- | --- | --- | --- |
| 1   | Borussia Dortmund      | 12  | 6 | 4 | 0 | 2 | 11 | 6  | +5 | Classificado às oitavas de final |  | —   | 0–1 | 3–1 | 3–0 |
| 2   | Arsenal                | 12  | 6 | 4 | 0 | 2 | 8  | 5  | +3 | Classificado às oitavas de final |  | 1–2 | —   | 2–0 | 2–0 |
| 3   | Napoli                 | 12  | 6 | 4 | 0 | 2 | 10 | 9  | +1 | Transferido para Liga Europa     |  | 2–1 | 2–0 | —   | 3–2 |
| 4   | Olympique de Marseille | 0   | 6 | 0 | 0 | 6 | 5  | 14 | −9 | Eliminado                        |  | 1–2 | 1–2 | 1–2 | —   |

### Grupo G
| Pos | Equipe             | Pts | J | V | E | D | GP | GC | SG  |                                  |  | ATL | ZEN | POR | AUS |
| --- | ------------------ | --- | - | - | - | - | -- | -- | --- | -------------------------------- |  | --- | --- | --- | --- |
| 1   | Atlético de Madrid | 16  | 6 | 5 | 1 | 0 | 15 | 3  | +12 | Classificado às oitavas de final |  | —   | 3–1 | 2–0 | 4–0 |
| 2   | Zenit              | 6   | 6 | 1 | 3 | 2 | 5  | 9  | −4  | Classificado às oitavas de final |  | 1–1 | —   | 1–1 | 0–0 |
| 3   | Porto              | 5   | 6 | 1 | 2 | 3 | 4  | 7  | −3  | Transferido para Liga Europa     |  | 1–2 | 0–1 | —   | 1–1 |
| 4   | Austria Viena      | 5   | 6 | 1 | 2 | 3 | 5  | 10 | −5  | Eliminado                        |  | 0–3 | 4–1 | 0–1 | —   |

### Grupo H
| Pos | Equipe    | Pts | J | V | E | D | GP | GC | SG  |                                  |  | BAR | MIL | AJA | CEL |
| --- | --------- | --- | - | - | - | - | -- | -- | --- | -------------------------------- |  | --- | --- | --- | --- |
| 1   | Barcelona | 13  | 6 | 4 | 1 | 1 | 16 | 5  | +11 | Classificado às oitavas de final |  | —   | 3–1 | 4–0 | 6–1 |
| 2   | Milan     | 9   | 6 | 2 | 3 | 1 | 8  | 5  | +3  | Classificado às oitavas de final |  | 1–1 | —   | 0–0 | 2–0 |
| 3   | Ajax      | 8   | 6 | 2 | 2 | 2 | 5  | 8  | −3  | Transferido para Liga Europa     |  | 2–1 | 1–1 | —   | 1–0 |
| 4   | Celtic    | 3   | 6 | 1 | 0 | 5 | 3  | 14 | −11 | Eliminado                        |  | 0–1 | 0–3 | 2–1 | —   |

## Fase Final
Nas fases finais, as equipes classificadas jogam em partidas eliminatórias de ida e volta, exceto no jogo final.

### Equipes classificadas
| Grupo | Vencedores          | Segundo-lugares  |
| ----- | ------------------- | ---------------- |
| A     | Manchester United   | Bayer Leverkusen |
| B     | Real Madrid         | Galatasaray      |
| C     | Paris Saint-Germain | Olympiacos       |
| D     | Bayern de Munique   | Manchester City  |
| E     | Chelsea             | Schalke 04       |
| F     | Borussia Dortmund   | Arsenal          |
| G     | Atlético de Madrid  | Zenit            |
| H     | Barcelona           | Milan            |

### Esquema
|  | Oitavas de final              | Oitavas de final              | Oitavas de final              | Oitavas de final              |   |                     | Quartas de final        | Quartas de final        | Quartas de final        | Quartas de final        |  |                    | Semifinais                | Semifinais                | Semifinais                | Semifinais                |                   |   | Final      | Final      |
|  | 18 de fevereiro a 19 de março | 18 de fevereiro a 19 de março | 18 de fevereiro a 19 de março | 18 de fevereiro a 19 de março |   |                     | 2 de abril a 9 de abril | 2 de abril a 9 de abril | 2 de abril a 9 de abril | 2 de abril a 9 de abril |  |                    | 22 de abril a 30 de abril | 22 de abril a 30 de abril | 22 de abril a 30 de abril | 22 de abril a 30 de abril |                   |   | 24 de maio | 24 de maio |
|  |                               |                               |                               |                               |   |                     |                         |                         |                         |                         |  |                    |                           |                           |                           |                           |                   |   |            |            |
|  | Schalke 04                    | 1                             | 1                             | 2                             |   |                     |                         |                         |                         |                         |  |                    |                           |                           |                           |                           |                   |   |            |            |
|  | Real Madrid                   | 6                             | 3                             | 9                             |   |                     |                         |                         |                         |                         |  |                    |                           |                           |                           |                           |                   |   |            |            |
|  | Real Madrid                   | 6                             | 3                             | 9                             |   | Real Madrid         | 3                       | 0                       | 3                       |                         |  |                    |                           |                           |                           |                           |                   |   |            |            |
|  |                               |                               |                               |                               |   | Real Madrid         | 3                       | 0                       | 3                       |                         |  |                    |                           |                           |                           |                           |                   |   |            |            |
|  |                               | Borussia Dortmund             | 0                             | 2                             | 2 |                     |                         |                         |                         |                         |  |                    |                           |                           |                           |                           |                   |   |            |            |
|  | Zenit                         | Borussia Dortmund             | 0                             | 2                             | 2 | 2                   | 2                       | 4                       |                         |                         |  |                    |                           |                           |                           |                           |                   |   |            |            |
|  | Zenit                         |                               |                               |                               |   | 2                   | 2                       | 4                       |                         |                         |  |                    |                           |                           |                           |                           |                   |   |            |            |
|  | Borussia Dortmund             | 4                             | 1                             | 5                             |   |                     |                         |                         |                         |                         |  |                    |                           |                           |                           |                           |                   |   |            |            |
|  | Borussia Dortmund             | 4                             | 1                             | 5                             |   |                     |                         |                         |                         |                         |  | Real Madrid        | 1                         | 4                         | 5                         |                           |                   |   |            |            |
|  |                               |                               |                               |                               |   |                     |                         |                         |                         |                         |  | Real Madrid        | 1                         | 4                         | 5                         |                           |                   |   |            |            |
|  |                               | Bayern de Munique             | 0                             | 0                             | 0 |                     |                         |                         |                         |                         |  |                    |                           |                           |                           |                           |                   |   |            |            |
|  | Olympiacos                    | Bayern de Munique             | 0                             | 0                             | 0 | 2                   | 0                       | 2                       |                         |                         |  |                    |                           |                           |                           |                           |                   |   |            |            |
|  | Olympiacos                    |                               |                               |                               |   | 2                   | 0                       | 2                       |                         |                         |  |                    |                           |                           |                           |                           |                   |   |            |            |
|  | Manchester United             | 0                             | 3                             | 3                             |   |                     |                         |                         |                         |                         |  |                    |                           |                           |                           |                           |                   |   |            |            |
|  | Manchester United             | 0                             | 3                             | 3                             |   | Manchester United   | 1                       | 1                       | 2                       |                         |  |                    |                           |                           |                           |                           |                   |   |            |            |
|  |                               |                               |                               |                               |   | Manchester United   | 1                       | 1                       | 2                       |                         |  |                    |                           |                           |                           |                           |                   |   |            |            |
|  |                               | Bayern de Munique             | 1                             | 3                             | 4 |                     |                         |                         |                         |                         |  |                    |                           |                           |                           |                           |                   |   |            |            |
|  | Arsenal                       | Bayern de Munique             | 1                             | 3                             | 4 | 0                   | 1                       | 1                       |                         |                         |  |                    |                           |                           |                           |                           |                   |   |            |            |
|  | Arsenal                       |                               |                               |                               |   | 0                   | 1                       | 1                       |                         |                         |  |                    |                           |                           |                           |                           |                   |   |            |            |
|  | Bayern de Munique             | 2                             | 1                             | 3                             |   |                     |                         |                         |                         |                         |  |                    |                           |                           |                           |                           |                   |   |            |            |
|  | Bayern de Munique             | 2                             | 1                             | 3                             |   |                     |                         |                         |                         |                         |  |                    |                           |                           |                           |                           | Real Madrid (pro) | 4 |            |            |
|  |                               |                               |                               |                               |   |                     |                         |                         |                         |                         |  |                    |                           |                           |                           |                           |                   | 4 |            |            |
|  |                               | Atlético de Madrid            | 1                             |                               |   |                     |                         |                         |                         |                         |  |                    |                           |                           |                           |                           |                   |   |            |            |
|  | Manchester City               | Atlético de Madrid            | 1                             | 0                             | 1 | 1                   |                         |                         |                         |                         |  |                    |                           |                           |                           |                           |                   |   |            |            |
|  | Manchester City               |                               |                               | 0                             | 1 | 1                   |                         |                         |                         |                         |  |                    |                           |                           |                           |                           |                   |   |            |            |
|  | Barcelona                     | 2                             | 2                             | 4                             |   |                     |                         |                         |                         |                         |  |                    |                           |                           |                           |                           |                   |   |            |            |
|  | Barcelona                     | 2                             | 2                             | 4                             |   | Barcelona           | 1                       | 0                       | 1                       |                         |  |                    |                           |                           |                           |                           |                   |   |            |            |
|  |                               |                               |                               |                               |   | Barcelona           | 1                       | 0                       | 1                       |                         |  |                    |                           |                           |                           |                           |                   |   |            |            |
|  |                               | Atlético de Madrid            | 1                             | 1                             | 2 |                     |                         |                         |                         |                         |  |                    |                           |                           |                           |                           |                   |   |            |            |
|  | Milan                         | Atlético de Madrid            | 1                             | 1                             | 2 | 0                   | 1                       | 1                       |                         |                         |  |                    |                           |                           |                           |                           |                   |   |            |            |
|  | Milan                         |                               |                               |                               |   | 0                   | 1                       | 1                       |                         |                         |  |                    |                           |                           |                           |                           |                   |   |            |            |
|  | Atlético de Madrid            | 1                             | 4                             | 5                             |   |                     |                         |                         |                         |                         |  |                    |                           |                           |                           |                           |                   |   |            |            |
|  | Atlético de Madrid            | 1                             | 4                             | 5                             |   |                     |                         |                         |                         |                         |  | Atlético de Madrid | 0                         | 3                         | 3                         |                           |                   |   |            |            |
|  |                               |                               |                               |                               |   |                     |                         |                         |                         |                         |  | Atlético de Madrid | 0                         | 3                         | 3                         |                           |                   |   |            |            |
|  |                               | Chelsea                       | 0                             | 1                             | 1 |                     |                         |                         |                         |                         |  |                    |                           |                           |                           |                           |                   |   |            |            |
|  | Bayer Leverkusen              | Chelsea                       | 0                             | 1                             | 1 | 0                   | 1                       | 1                       |                         |                         |  |                    |                           |                           |                           |                           |                   |   |            |            |
|  | Bayer Leverkusen              |                               |                               |                               |   | 0                   | 1                       | 1                       |                         |                         |  |                    |                           |                           |                           |                           |                   |   |            |            |
|  | Paris Saint-Germain           | 4                             | 2                             | 6                             |   |                     |                         |                         |                         |                         |  |                    |                           |                           |                           |                           |                   |   |            |            |
|  | Paris Saint-Germain           | 4                             | 2                             | 6                             |   | Paris Saint-Germain | 3                       | 0                       | 3                       |                         |  |                    |                           |                           |                           |                           |                   |   |            |            |
|  |                               |                               |                               |                               |   | Paris Saint-Germain | 3                       | 0                       | 3                       |                         |  |                    |                           |                           |                           |                           |                   |   |            |            |
|  |                               | Chelsea (gf)                  | 1                             | 2                             | 3 |                     |                         |                         |                         |                         |  |                    |                           |                           |                           |                           |                   |   |            |            |
|  | Galatasaray                   | Chelsea (gf)                  | 1                             | 2                             | 3 | 1                   | 0                       | 1                       |                         |                         |  |                    |                           |                           |                           |                           |                   |   |            |            |
|  | Galatasaray                   |                               |                               |                               |   | 1                   | 0                       | 1                       |                         |                         |  |                    |                           |                           |                           |                           |                   |   |            |            |
|  | Chelsea                       | 1                             | 2                             | 3                             |   |                     |                         |                         |                         |                         |  |                    |                           |                           |                           |                           |                   |   |            |            |

Nota: O esquema usado a cima é usado somente para uma visualização melhor dos confrontos. Todos os confrontos desta fase são sorteados e não seguem a ordem mostrada.

### Oitavas-de-final
O sorteio para esta fase ocorreu em 16 de dezembro de 2013.
| Equipe 1         | Total | Equipe 2            | 1.º jogo | 2.º jogo |
| ---------------- | ----- | ------------------- | -------- | -------- |
| Manchester City  | 1–4   | Barcelona           | 0–2      | 1–2      |
| Olympiacos       | 2–3   | Manchester United   | 2–0      | 0–3      |
| Milan            | 1–5   | Atlético de Madrid  | 0–1      | 1–4      |
| Bayer Leverkusen | 1–6   | Paris Saint-Germain | 0–4      | 1–2      |
| Galatasaray      | 1–3   | Chelsea             | 1–1      | 0–2      |
| Schalke 04       | 2–9   | Real Madrid         | 1–6      | 1–3      |
| Zenit            | 4–5   | Borussia Dortmund   | 2–4      | 2–1      |
| Arsenal          | 1–3   | Bayern de Munique   | 0–2      | 1–1      |

### Quartas-de-final
O sorteio para esta fase ocorreu em 21 de março de 2014.
| Equipe 1            | Total    | Equipe 2           | 1.º jogo | 2.º jogo |
| ------------------- | -------- | ------------------ | -------- | -------- |
| Barcelona           | 1–2      | Atlético de Madrid | 1–1      | 0–1      |
| Manchester United   | 2–4      | Bayern de Munique  | 1–1      | 1–3      |
| Real Madrid         | 3–2      | Borussia Dortmund  | 3–0      | 0–2      |
| Paris Saint-Germain | 3–3 (gf) | Chelsea            | 3–1      | 0–2      |

### Semifinais
O sorteio para as semifinais e final (para determinar o time "mandante" por razões administrativas) ocorreu em 11 de abril de 2014.
| Equipe 1           | Total | Equipe 2          | 1.º jogo | 2.º jogo |
| ------------------ | ----- | ----------------- | -------- | -------- |
| Real Madrid        | 5–0   | Bayern de Munique | 1–0      | 4–0      |
| Atlético de Madrid | 3–1   | Chelsea           | 0–0      | 3–1      |

### Final
| 24 de maio de 2014 | Real Madrid                                                                   | 4 – 1 (pro) | Atlético de Madrid | Estádio da Luz, Lisboa                     |
| 20:45 (UTC+2)      | Sergio Ramos 90+3' · Bale 110' · Marcelo 118' · Cristiano Ronaldo 120' (pen.) | Relatório   | Godín 36'          | Público: 60 976 Árbitro: NED Björn Kuipers |

## Premiação
| Liga dos Campeões da UEFA de 2013–14 |
| Espanha                              |
| ------------------------------------ |
| Real Madrid Campeão (10º título)     |

## Estatísticas
| #  | Jogador            | Equipe              | Gols | Tempo jogado |
| -- | ------------------ | ------------------- | ---- | ------------ |
| 1  | Cristiano Ronaldo  | Real Madrid         | 17   | 873'         |
| 2  | Zlatan Ibrahimović | Paris Saint-Germain | 10   | 646'         |
| 3  | Diego Costa        | Atlético de Madrid  | 8    | 405'         |
| 4  | Lionel Messi       | Barcelona           | 8    | 630'         |
| 5  | Kun Agüero         | Manchester City     | 6    | 429'         |
| 5  | Robert Lewandowski | Borussia Dortmund   | 6    | 809'         |
| 5  | Gareth Bale        | Real Madrid         | 6    | 758'         |
| 7  | Álvaro Negredo     | Manchester City     | 5    | 326'         |
| 7  | Arturo Vidal       | Juventus            | 5    | 533'         |
| 7  | Karim Benzema      | Real Madrid         | 5    | 838'         |
| 7  | Thomas Müller      | Bayern de Munique   | 5    | 659'         |
| 7  | Marco Reus         | Borussia Dortmund   | 5    | 769'         |
| 13 | Robin van Persie   | Manchester United   | 4    | 414'         |
| 13 | Raúl García        | Atlético de Madrid  | 4    | 676'         |
| 13 | Edinson Cavani     | Paris Saint-Germain | 4    | 686'         |
| 13 | Arjen Robben       | Bayern de Munique   | 4    | 871'         |
| 13 | Neymar             | Barcelona           | 4    | 775'         |

| #  | Jogador              | Equipe              | Assist. | Tempo Jogando |
| -- | -------------------- | ------------------- | ------- | ------------- |
| 1  | Wayne Rooney         | Manchester United   | 8       | 767'          |
| 2  | Karim Benzema        | Real Madrid         | 5       | 838'          |
| 2  | Ángel di María       | Real Madrid         | 5       | 616'          |
| 2  | Cristiano Ronaldo    | Real Madrid         | 5       | 873'          |
| 4  | Arjen Robben         | Bayern de Munique   | 4       | 871'          |
| 4  | Samir Nasri          | Manchester City     | 4       | 430'          |
| 4  | Oscar                | Chelsea             | 4       | 692'          |
| 4  | Gregory van der Wiel | Paris Saint-Germain | 4       | 540'          |
| 4  | Gabi                 | Atlético de Madrid  | 4       | 900'          |
| 10 | Robert Lewandowski   | Borussia Dortmund   | 3       | 809'          |
| 10 | Gareth Bale          | Real Madrid         | 3       | 758'          |
| 10 | Marco Reus           | Borussia Dortmund   | 3       | 769'          |
| 10 | Raúl García          | Atlético de Madrid  | 3       | 676'          |
| 10 | Lionel Messi         | Barcelona           | 3       | 630'          |
| 10 | Neymar               | Barcelona           | 3       | 775'          |
| 10 | Mario Mandžukić      | Bayern de Munique   | 3       | 655'          |
| 10 | Ezequiel Lavezzi     | Paris Saint-Germain | 3       | 637'          |
| 10 | Philipp Lahm         | Bayern de Munique   | 3       | 905'          |